# Joan Ruiz Carbonell
Joan Ruiz i Carbonell (Valencia, 10 de agosto de 1954) es un diputado en el Congreso de los Diputados en la IX, X XI y XII legislaturas.

## Biografía
Profesor de EGB y licenciado en Geografía e Historia, ha trabajado como profesor de enseñanza primaria y secundaria. Ha sido jefe de gabinete del alcalde de Tarragona, Josep Maria Recasens, el 1984-1989, del gobernador civil de Tarragona entre 1990 y 1996 y asesor del Grupo Socialista de la Diputación de Barcelona.
Afiliado al Partit Socialista de Catalunya-Congrés en 1976, participó en el Congreso de Unificación Socialista en 1978 que dio lugar a la actual Partido de los Socialistas de Cataluña, del que es secretario de Organización en el Campo de Tarragona y miembro de su Consejo Nacional..
Fue elegido diputado por la provincia de Tarragona en las  elecciones generales de 2008. Como miembro de la IX Legislatura del Congreso formó parte, como Vocal, de las Comisiones de Administraciones Públicas, Fomento y de Seguimiento de los Pactos de Toledo, así como secretario de la Mesa de Vivienda.
Continuó como diputado en las  elecciones generales de 2011 En esta X Legislatura fue vocal de las comisiones de Seguimiento de los Pactos de Toledo, Políticas por la Discapacidad y de Fomento, de la que formó parte de la Mesa como secretario.
En  las elecciones generales de 2015 volvió a ser elegido. En esta XI Legislatura, que tuvo una duración de unos meses por la imposibilidad de formar gobierno, fue vocal de la comisión de seguimiento de los Pactos de Toledo, de Fomento, de la de Políticas para la Discapacidad, de la que ha sido Portavoz del Grupo Socialista y de la de Empleo y Seguridad Social de la que formó parte de la Mesa como secretario. En las elecciones generales de 2016 volvió a ser reelegido como diputado de la XII Legislatura.